# Julija Winokurowa
Julija Winokurowa (russisch Юлия Винокурова; engl. Transkription Yuliya Vinokurova; auch Julia Vinokourova; * 17. Juni 1972) ist eine russische Langstreckenläuferin, die sich auf den Marathon spezialisiert hat.

## Leben und Karriere
2004 stellte sie beim Gutenberg-Marathon mit 2:33:57 den aktuellen Streckenrekord auf. Im selben Jahr erzielte sie als Dritte des Frankfurt-Marathons mit 2:32:29 ihre aktuelle Bestzeit.
2005 wurde sie Dritte beim Ruhrmarathon, 2006 Dritte beim Dublin-Marathon.